# Darren Fletcher
Darren Barr Fletcher (Edimburgo, Reino Unido, 1 de febrero de 1984) es un exfutbolista escocés que jugaba de centrocampista.
Se formó en el Manchester United, donde jugó 342 partidos y ganó cinco Premier League, una FA Cup, tres Copa de la Liga de Inglaterra, la Liga de Campeones de la UEFA y la Copa Mundial de Clubes, además de ser incluido en el equipo ideal de la Premier League en la temporada 2009-10.

## Trayectoria

### Como jugador

#### Manchester United
El centrocampista central, que también puede ser utilizado en la banda derecha, comenzó su carrera en 1999 en el equipo juvenil del Manchester United. Fletcher fue llevado al primer equipo en 2001, hizo su debut en la liga tiempo después, el 27 de septiembre de 2003, en un partido contra el Leicester City.

#### Retiro momentáneo
El 13 de diciembre de 2011, la Premier League anunció su retirada momentánea del fútbol profesional por problemas de salud en el jugador escocés atribuidos a su enfermedad de colitis ulcerosa (una enfermedad inflamatoria crónica del intestino grueso).
A mitad de la campaña 2011-12, regresó a entrenarse con el equipo y volvió definitivamente al fútbol profesional.
En diciembre de 2011, se anunció que Fletcher había estado sufriendo de colitis ulcerosa durante un año. Por consejo médico, interrumpió su carrera como jugador de fútbol. El 19 de septiembre de 2012, después de diez meses de inactividad, volvió a jugar con el primer equipo sustituyendo a Paul Scholes en el minuto 78' en la victoria por 1-0 del Manchester United sobre el Galatasaray en Old Trafford en la Liga de Campeones.

#### Tramo final de carrera
El 2 de febrero de 2015 dejó el Manchester United después de 20 años y se unió al West Bromwich Albion.
Después de dos años con Las Bolsitas, el 1 de junio de 2017 firmó un contrato de dos años con el Stoke City, a partir de la expiración de su contrato con el West Bromwich Albion el 1 de julio. Abandonó el equipo al finalizar la temporada 2018-19 una vez expiró su contrato.
En noviembre de 2019 expresó su deseo de ser entrenador, aunque no descartaba continuar su carrera como jugador. En mayo de 2020, ante la situación que vivía la sociedad como consecuencia de la pandemia de enfermedad por coronavirus y sus anteriores problemas de salud, expresó que veía complicado volver a jugar.

### Como entrenador
En octubre de 2020 regresó al Manchester United F. C. como entrenador del equipo sub-16 y enero de 2021 fue ascendido al primer equipo para trabajar como entrenador asistente. Tras solo dos meses en el cargo fue nombrado director técnico.

## Selección nacional
Fletcher hizo su debut con Escocia en 2003 y anotó su primer gol internacional en su segunda aparición. Después de que Barry Ferguson fuera excluido del fútbol internacional a causa de un incumplimiento de la normativa, Fletcher recibió el brazalete de capitán en agosto de 2009. Participó en un total de 80 partidos y anotó cinco goles para Escocia.
Su carrera internacional lo convirtió en todo un símbolo para su selección, tanto así que en 2010 fue inducido al Salón de la Fama del Fútbol Escocés.

## Estadísticas

### Clubes
| Club | Div.          | Temporada     | Liga  | Liga  | FA Cup | FA Cup | Copa de la Liga | Copa de la Liga | Torneos internacionales(1) | Torneos internacionales(1) | Otros(2) | Otros(2) | Total | Total |
| Club | Div.          | Temporada     | Part. | Goles | Part.  | Goles  | Part.           | Goles           | Part.                      | Goles                      | Part.    | Goles    | Part. | Goles |
| --- | ------------- | ------------- | ----- | ----- | ------ | ------ | --------------- | --------------- | -------------------------- | -------------------------- | -------- | -------- | ----- | ----- |
| Manchester United F. C. Inglaterra | 1.ª           | 2002-03       | 0     | 0     | 0      | 0      | 0               | 0               | 2                          | 0                          | —        | —        | 2     | 0     |
| Manchester United F. C. Inglaterra | 1.ª           | 2003-04       | 22    | 0     | 5      | 0      | 2               | 0               | 6                          | 0                          | 0        | 0        | 35    | 0     |
| Manchester United F. C. Inglaterra | 1.ª           | 2004-05       | 18    | 3     | 3      | 0      | 3               | 0               | 5                          | 0                          | 1        | 0        | 30    | 3     |
| Manchester United F. C. Inglaterra | 1.ª           | 2005-06       | 27    | 1     | 3      | 0      | 4               | 0               | 7                          | 0                          | —        | —        | 41    | 1     |
| Manchester United F. C. Inglaterra | 1.ª           | 2006-07       | 24    | 3     | 6      | 0      | 1               | 0               | 9                          | 0                          | —        | —        | 40    | 3     |
| Manchester United F. C. Inglaterra | 1.ª           | 2007-08       | 16    | 0     | 1      | 2      | 0               | 0               | 6                          | 0                          | 1        | 0        | 24    | 2     |
| Manchester United F. C. Inglaterra | 1.ª           | 2008-09       | 26    | 3     | 3      | 0      | 1               | 0               | 8                          | 0                          | 4        | 1        | 42    | 4     |
| Manchester United F. C. Inglaterra | 1.ª           | 2009-10       | 30    | 4     | 0      | 0      | 3               | 0               | 7                          | 1                          | 1        | 0        | 41    | 5     |
| Manchester United F. C. Inglaterra | 1.ª           | 2010-11       | 26    | 2     | 2      | 0      | 1               | 0               | 7                          | 1                          | 1        | 0        | 37    | 3     |
| Manchester United F. C. Inglaterra | 1.ª           | 2011-12       | 8     | 1     | 0      | 0      | 0               | 0               | 2                          | 1                          | 0        | 0        | 10    | 2     |
| Manchester United F. C. Inglaterra | 1.ª           | 2012-13       | 3     | 1     | 0      | 0      | 2               | 0               | 5                          | 0                          | —        | —        | 10    | 1     |
| Manchester United F. C. Inglaterra | 1.ª           | 2013-14       | 12    | 0     | 1      | 0      | 3               | 0               | 2                          | 0                          | 0        | 0        | 18    | 0     |
| Manchester United F. C. Inglaterra | 1.ª           | 2014-15       | 11    | 0     | 1      | 0      | 0               | 0               | —                          | —                          | —        | —        | 12    | 0     |
| Manchester United F. C. Inglaterra | Total club    | Total club    | 223   | 18    | 25     | 2      | 20              | 0               | 66                         | 3                          | 8        | 1        | 342   | 24    |
| West Bromwich Albion F. C. Inglaterra | 1.ª           | 2014-15       | 15    | 1     | 0      | 0      | —               | —               | —                          | —                          | —        | —        | 15    | 1     |
| West Bromwich Albion F. C. Inglaterra | 1.ª           | 2015-16       | 38    | 1     | 3      | 2      | 1               | 0               | —                          | —                          | —        | —        | 42    | 3     |
| West Bromwich Albion F. C. Inglaterra | 1.ª           | 2016-17       | 38    | 2     | 1      | 0      | 1               | 0               | —                          | —                          | —        | —        | 40    | 2     |
| West Bromwich Albion F. C. Inglaterra | Total club    | Total club    | 91    | 4     | 4      | 2      | 2               | 0               | —                          | —                          | —        | —        | 97    | 6     |
| Stoke City F. C. Inglaterra | 1.ª           | 2017-18       | 27    | 1     | 0      | 0      | 2               | 0               | —                          | —                          | —        | —        | 29    | 1     |
| Stoke City F. C. Inglaterra | 2.ª           | 2018-19       | 11    | 1     | 0      | 0      | 2               | 0               | —                          | —                          | —        | —        | 13    | 1     |
| Stoke City F. C. Inglaterra | Total club    | Total club    | 38    | 2     | 0      | 0      | 4               | 0               | —                          | —                          | —        | —        | 42    | 2     |
| Total carrera | Total carrera | Total carrera | 352   | 24    | 29     | 4      | 26              | 0               | 66                         | 3                          | 8        | 1        | 481   | 32    |
| (1) Incluye datos de la Liga de Campeones de la UEFA (2002-14). (2) Incluye datos de la Community Shield (2004-11), Supercopa de Europa (2008) y Copa Mundial de Clubes de la FIFA (2008). |               |               |       |       |        |        |                 |                 |                            |                            |          |          |       |       |

## Palmarés

### Títulos nacionales
| Título           | Club                    | País       | Año  |
| ---------------- | ----------------------- | ---------- | ---- |
| Community Shield | Manchester United F. C. | Inglaterra | 2003 |
| FA Cup           | Manchester United F. C. | Inglaterra | 2004 |
| Copa de la Liga  | Manchester United F. C. | Inglaterra | 2006 |
| Premier League   | Manchester United F. C. | Inglaterra | 2007 |
| Community Shield | Manchester United F. C. | Inglaterra | 2007 |
| Premier League   | Manchester United F. C. | Inglaterra | 2008 |
| Community Shield | Manchester United F. C. | Inglaterra | 2008 |
| Copa de la Liga  | Manchester United F. C. | Inglaterra | 2009 |
| Premier League   | Manchester United F. C. | Inglaterra | 2009 |
| Copa de la Liga  | Manchester United F. C. | Inglaterra | 2010 |
| Community Shield | Manchester United F. C. | Inglaterra | 2010 |
| Premier League   | Manchester United F. C. | Inglaterra | 2011 |
| Community Shield | Manchester United F. C. | Inglaterra | 2011 |
| Premier League   | Manchester United F. C. | Inglaterra | 2013 |
| Community Shield | Manchester United F. C. | Inglaterra | 2013 |

### Títulos internacionales
| Título                       | Club                    | País  | Año  |
| ---------------------------- | ----------------------- | ----- | ---- |
| Liga de Campeones de la UEFA | Manchester United F. C. | Rusia | 2008 |
| Copa Mundial de Clubes       | Manchester United F. C. | Japón | 2008 |

### Distinciones individuales
| Distinción                                            | Año  |
| ----------------------------------------------------- | ---- |
| Premio Denzil Haroun al Mejor Jugador Reserva del Año | 2003 |
| Equipo ideal del año de la PFA                        | 2010 |
| Salón de la Fama del Fútbol Escocés                   | 2010 |